# Johannes Friedrich (Altkatholik)
Johann Friedrich (* 5. Mai 1836 in Poxdorf (Oberfranken); † 19. August 1917 in München) war ein katholischer Theologe, Kirchenhistoriker und Altkatholik.

## Leben
Johann Friedrich, ein Sohn des Landschullehrers Johann Georg Friedrich und von Kunigunde Friedrich geb. Schmid besuchte das Gymnasium und Lyzeum in Bamberg. 1859 wurde er zum Priester geweiht. Danach setzte er sein Theologiestudium fort und zwar von 1859 bis 1861 an der Ludwig-Maximilians-Universität in München bei Ignaz von Döllinger. Von 1859 bis 1862 war er zudem Kaplan in Markt Scheinfeld. 1862 wurde er mit einer von Ignaz von Döllinger betreuten Studie zur Theologie des Jan Hus habilitiert. Von 1862 bis 1865 arbeitete er als Privatdozent, von 1865 bis 1873 als außerordentlicher, ab 1873 als ordentlicher Professor an der Universität München.
Kardinal Gustav Adolf zu Hohenlohe-Schillingsfürst berief Friedrich 1869 aufgrund einer Empfehlung Döllingers zu seinem theologischen Berater beim Ersten Vatikanischen Konzil. Die Vorgänge beim Konzils, unter anderem die Ausrufung des Dogmas der Lehrunfehlbarkeit und der Universaljurisdiktion des Papsttums, hielt Friedrich in einem Tagebuch fest, dessen Veröffentlichung Aufsehen erregte. Zusammen mit dem Historiker John Emerich Edward Dalberg-Acton sammelte er die Dokumente, die Döllinger seinem pseudonym erschienenen Buch Römische Briefe vom Concil zugrunde legte. Nach der Rückkehr aus Rom verweigerten Friedrich und Döllinger die Anerkennung der Beschlüsse des Konzils und die Unterwerfung der Fakultät. Beide wurden am 17. April 1871 durch Erzbischof Gregor von Scherr exkommuniziert. Mit Ignaz von Döllinger blieb er bis zu dessen Tod befreundet; er begleitete ihn im Sterben.
Friedrich war an der Gründung der (alt-) Katholischen Fakultät an der Universität Bern beteiligt, die er als ihr erster Rektor 1874 mit der Rede Der Kampf gegen die deutschen Theologen und theologischen Fakultäten eröffnete. Er ließ sich dazu von seiner Professur beurlauben und hielt in Bern zwei Semester lang Vorlesungen. Danach kehrte er nach München zurück. Aufgrund anhaltender Spannungen zwischen den römisch-katholischen Professoren und ihrem nunmehr altkatholischen Kollegen wurde er 1882 von der Theologischen Fakultät der Universität München in deren Philosophische Fakultät versetzt. Er veröffentlichte zahlreiche Bücher zur Kirchengeschichte und zur Dogmengeschichte des Mittelalters und der Frühen Neuzeit.
Seit 1880 war Friedrich ordentliches Mitglied der Bayerischen Akademie der Wissenschaften.

## Schriften
- Die Lehre des Johann Hus und ihre Bedeutung für die Entwicklung der neueren Zeit. Manz, Regensburg 1862.
- Kirchengeschichte Deutschlands, zwei Bände. Bamberg 1867 und 1869.
- Der Reichstag zu Worms im Jahre 1521. Nach den Briefe des päpstlichen Nuntius Hieronymus Aleander. Franz, München 1870.
- Tagebuch geführt während des vatikanischen Konzils. C.H. Beck, Nördlingen 1871.
- Documenta ad illustrandum Concilium Vaticanum anni 1870, zwei Bände. C.H. Beck, Nördlingen 1871.
- Der Jesuit P. Keller als der wahre Verfasser der unter dem Namen Herwarts 1618 in München erschienenen Schrift Ludovicus IV. Imperator defensus. Franz, München 1874.
- Der Mechanismus der vatikanischen Religion. Nach dem Fakultätenbuch der Redemptoristen. Neusser, Bonn 1875.
- Beiträge zur Kirchengeschichte des 18. Jahrhunderts. Aus dem handschriftlichen Nachlaß des regul. Chorherrn Eusebius Amort (= Abhandlungen der Historischen Classe der Königlich Bayerischen Akademie der Wissenschaften, Bd. 13,4). Verlag der Bayerischen Akademie der Wissenschaften, München 1876.
- Geschichte des Vatikanischen Konzils, zwei Bände. Neusser, Bonn 1877 und 1883.
- Augsburger Relationen bei Gelegenheit der Visitatio liminum Apostolorum. Franz, München 1878.
- Zur ältesten Geschichte des Primates. Neusser, Bonn 1879.
- Über Francesco Pucci. Franz, München 1880.
- Beiträge zur Geschichte des Jesuiten-Ordens. Verlag der Bayerischen Akademie der Wissenschaften, München 1881.
- Über die Unächtheit der Decretale de recipiendis et non recipiendis libris des P. Gelasius I. C.H. Beck, München 1888.
- Zur Entstehung des liber diurnus. Franz, München 1890.